# Ngụy Thủ
Ngụy Thủ (chữ Hán: 魏取; ?-?), còn gọi là Ngụy Giản tử (魏简子), là vị tông chủ thứ 7 của họ Ngụy, thế gia của nước Tấn thời Xuân Thu trong lịch sử Trung Quốc, đồng thời ông cũng là tổ tiên của các quân chủ nước Ngụy sau này.
Ông là con của Ngụy Thư, vị tông chủ thứ sáu của họ Ngụy. Năm 509 TCN, Ngụy Thư mất, Ngụy Thủ kế tập.
Sử sách không ghi rõ những hành trạng của ông trong thời gian làm thủ lĩnh họ Ngụy. Cũng không rõ ông mất năm nào. Sau khi ông mất, con là Ngụy Mạn Đa kế tập.